# ニセコアンヌプリ
ニセコアンヌプリは、北海道後志総合振興局かつニセコ積丹小樽海岸国定公園内にある標高1,308.2メートルの火山。ニセコ火山群に属しニセコ連峰の主峰である。西側にはイワオヌプリ、ニトヌプリ、チセヌプリなどの山々、北側にはワイスホルンがある。尻別川を挟んで羊蹄山の向かいにあり、世界的なスキー場のある山としても有名である。日本三百名山である。山頂には一等三角点（点名「似古安岳」）が設置されている。

## 山名の由来
ニセコアンヌプリのアイヌ語での名称は「ニセイ・コ・アン・ヌプリ（"nisey-ko-an"-nupuri）」で、意味は「ニセコアンベツ川の（源の）山」とされている。
ニセコアンヌプリの名は明治時代の北海道庁の発行した地図に既にその名があるが、アイヌ語のニセイコアン・ヌプリ（断崖〈だんがい〉に向かってある山）に由来する。
現在の山名は、この山が南西斜面を下るニセコアンベツ川の水源となっていることから、その前半部に「山」を指すアイヌ語のひとつである「ヌプリ（nupuri）」をつけたものとされている。

## 火山活動
約70万年前から約25万年前に活動した火山で、安山岩質の溶岩流を繰り返し噴出した。
25万年前以降は活動は見られず、その後はチセヌプリやニトヌプリ、イワオヌプリなどに活動の場が移動している。

## ニセコ観測所跡
山頂にあるコンクリート上に「ニセコ観測所跡」なる石碑が建っている。
これは第二次世界大戦中の1943年 - 1945年の冬季に北海道大学の中谷宇吉郎教授らの研究チームにより、軍事研究である零戦を使った着氷実験が行われた場所である。実験中には山頂でのプロペラ音やエンジン音が山麓まで届き、実験所の明かりも遠望できたという。

## スキー場
ニセコアンヌプリでは1961年からスキー場が整備され、スキーリゾートとして知られている。
- ニセコ東急 グラン・ヒラフ（1961年開場、旧名称については沿革を参照）
- ニセコアンヌプリ国際スキー場（1972年開場）
- ニセコビレッジ（1982年開場、旧ニセコ東山スキー場）
- ニセコHANAZONOリゾート（1992年開場、旧ニセコひらふ花園スキー場）

## 周辺
付近一帯がスキーリゾートを形成しており、ニセコアンヌプリ以外にニセコモイワスキー場が存在する。また周辺はニセコ温泉郷を形成しており、五色温泉、昆布温泉などの温泉も数多く存在する。

## 参考画像

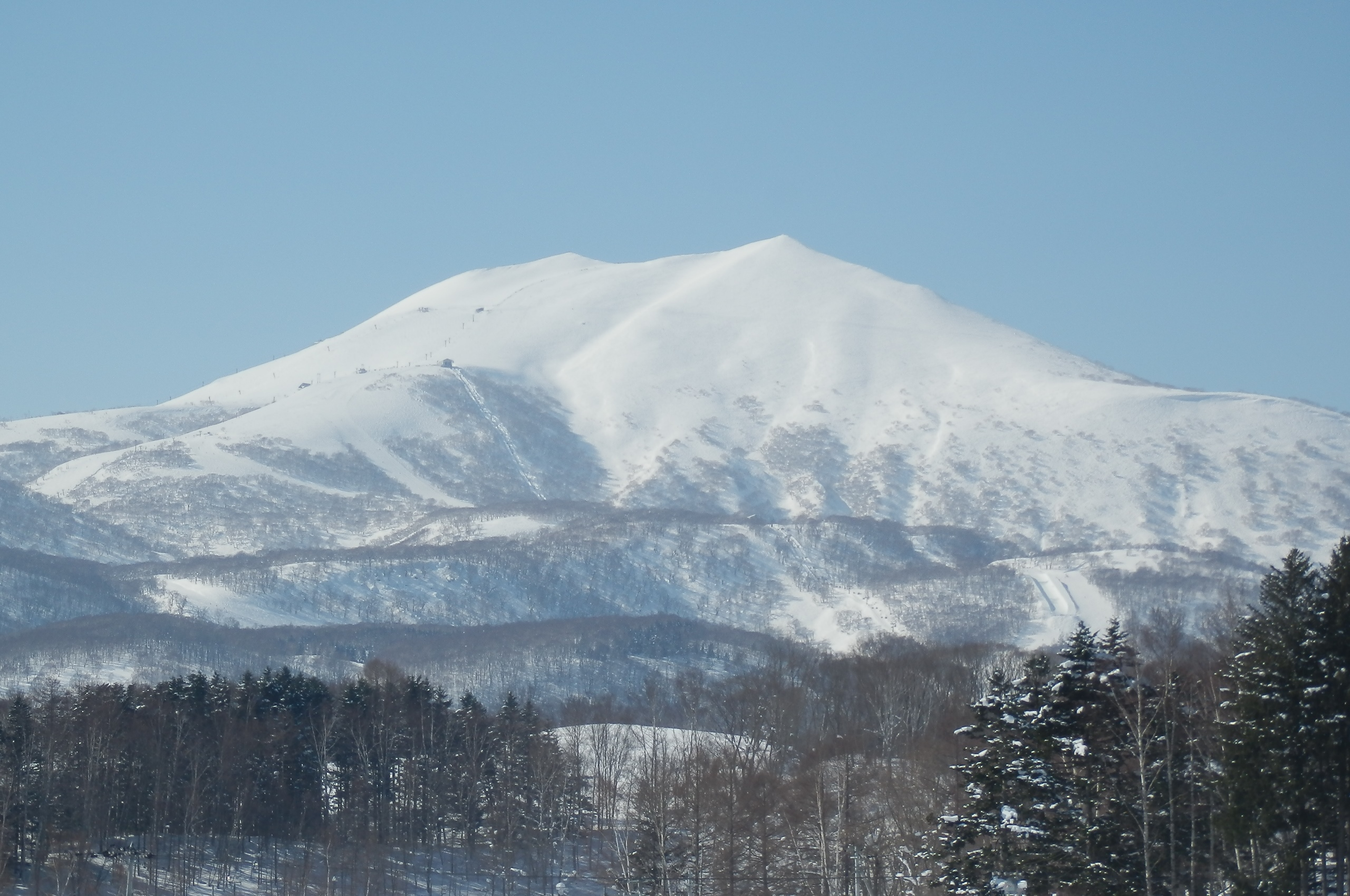
東北東から望む
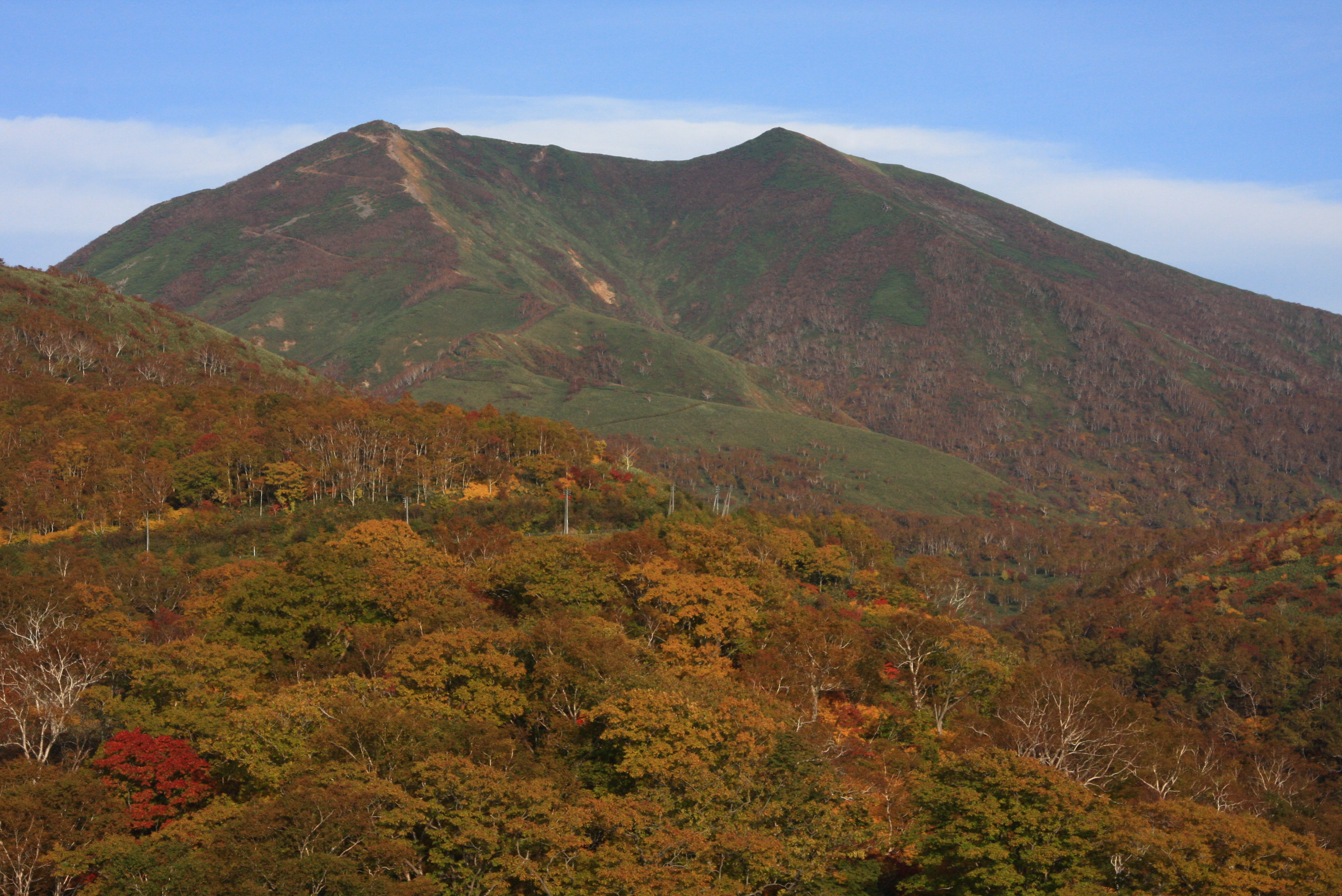
西南西から望む
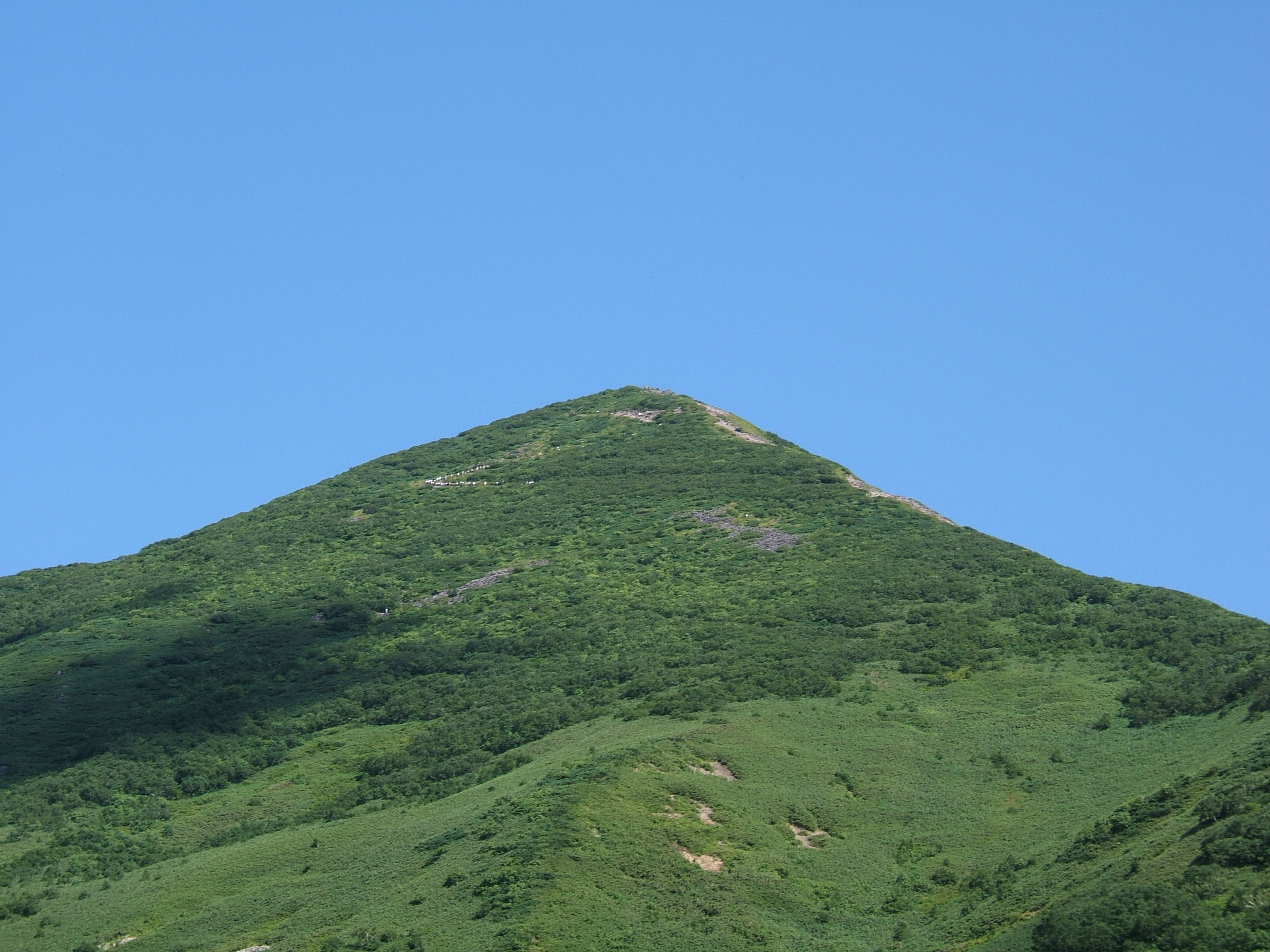
山頂部を西から望む 五色温泉付近から
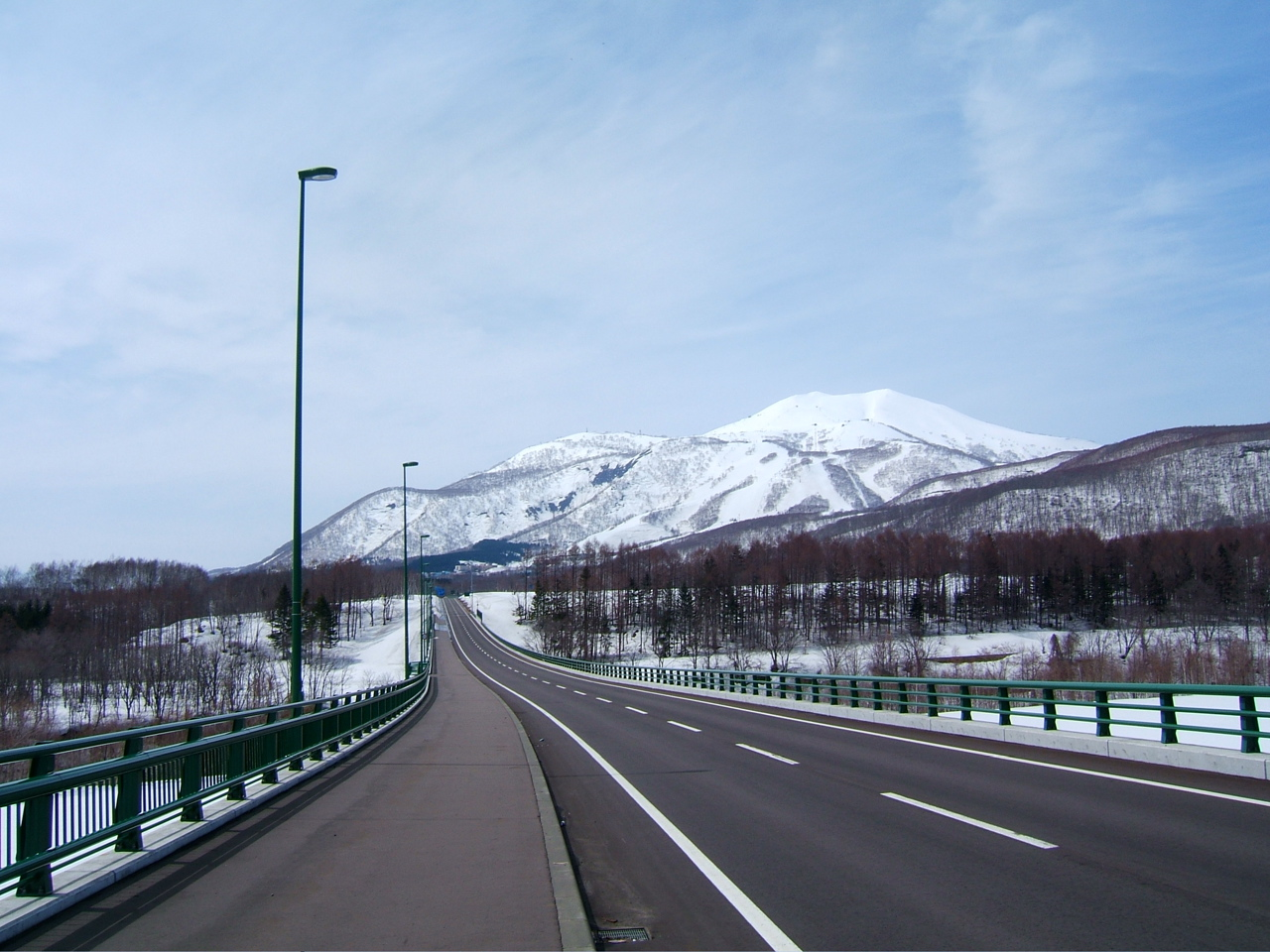
倶知安町のサンモリッツ大橋から望む
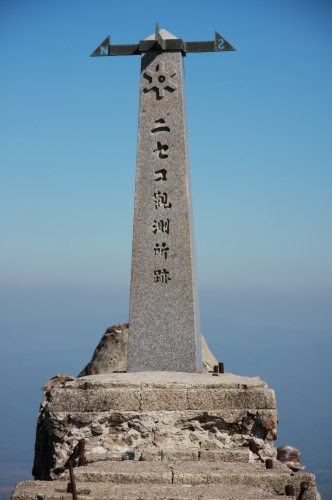
ニセコ観測所跡
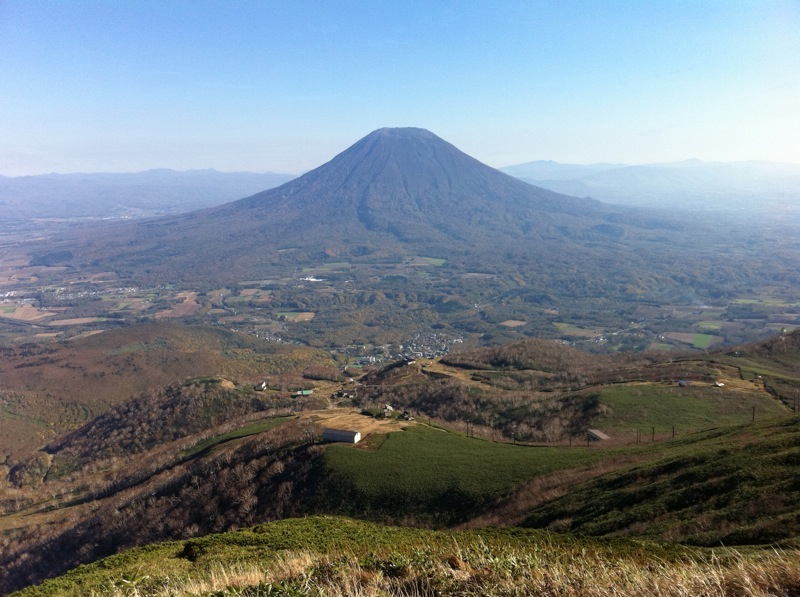
頂上から東北東に望む羊蹄山
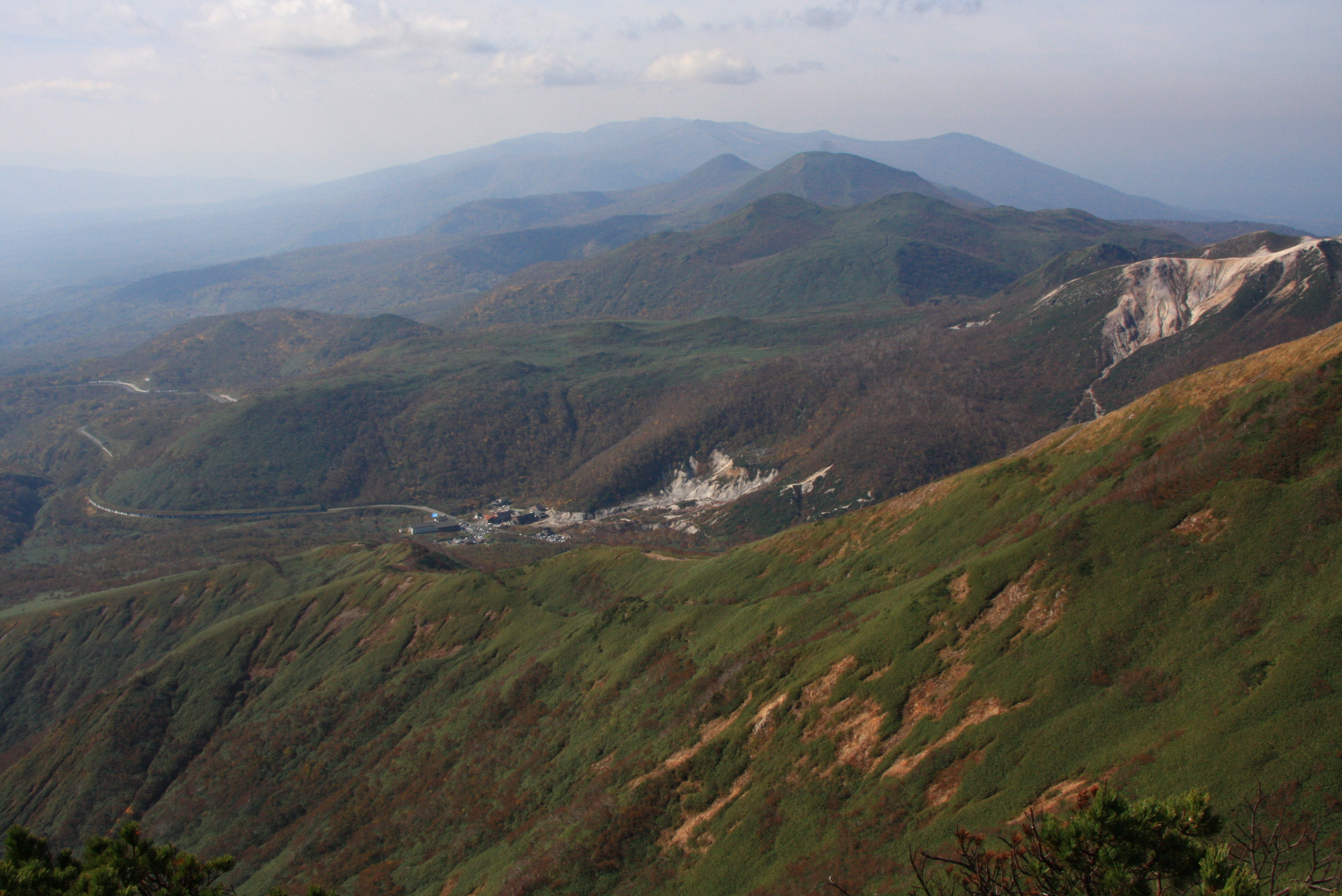
頂上付近から北西を望む